# Anastasiya Spas
Anastasiya Yuriyivna Spas (em ucraniano:  Анастасія Юріївна Спас; Artemivsk, 6 de agosto de 1993) é uma pentatleta ucraniana. 

## Carreira
Spas representou seu país nos Jogos Olímpicos de Verão de 2016, terminando na 29ª colocação.